# Cyanopepla jucunda
Cyanopepla jucunda là một loài bướm đêm thuộc phân họ Arctiinae, họ Erebidae.